# Clara Petrella
Clara Petrella (Milà, 28 de març de 1914 - Milà, 19 de novembre de 1987) fou una soprano italiana que s'especialitzà en autors veristes.
Nascut en una família de músics, era descendent del compositor Errico Petrella, i la neboda de la soprano Oliva Petrella. Va estudiar primer amb la seva germana Micaela i més tard amb Giannina Russ. Debutà el 1939 a Alessandria (municipi del Piemont) com a Liù, en Turandot. El 1947 es presentà al Teatro alla Scala de Milà com a Giorgetta en Il tabarro. Estrenà obres de Lodovico Rocca, Ildebrando Pizzetti, Ermanno Wolf-Ferrari i Renzo Rossellini. El 1952 es presentà al Gran Teatre del Liceu de Barcelona amb The Consul, de Gian Carlo Menotti.
Petrella tenia una bonica veu de soprano spinto, combinada amb un temperament dramàtic explosiu, i se la comparava amb la gran actriu italiana Eleonora Duse amb el renom de la "Duse de les sopranos". A la dècada de 1950, va fer diversos enregistraments amb Cetra, en particular, Manon Lescaut, Madama Butterfly, Il Tabarro, L'amore dei tre re, Zazà, i per Decca, va gravar Pagliacci. També va aparèixer en produccions de la televisió italiana de Manon Lescaut i Il tabarro, el 1956.